# Molinaea alternifolia
Molinaea alternifolia är en kinesträdsväxtart som beskrevs av Carl Ludwig von Willdenow. Molinaea alternifolia ingår i släktet Molinaea och familjen kinesträdsväxter. Inga underarter finns listade i Catalogue of Life.